# Калейдоскоп любви
«Калейдоско́п любви́» (англ. 360) — фильм 2011 года режиссёра Фернанду Мейреллиша. В основе лежит повесть австрийского писателя Артура Шницлера «Карусель». В 2011 году на Лондонском кинофестивале фильм был номинирован на премию в категории «Лучший фильм».

## Сюжет
Фильм рассказывает историю группы людей из разных социальных слоев, отношения которых тесно связаны. Действие происходит в Вене, Париже, Лондоне и Денвере.

## В ролях
| Актёр                | Роль                |
| -------------------- | ------------------- |
| Энтони Хопкинс       | Джон                |
| Джуд Лоу             | Майкл Дэли          |
| Рэйчел Вайс          | Роус                |
| Бен Фостер           | Тайлер              |
| Жамель Деббуз        | алжирец             |
| Джулиано Казарре     | Руи                 |
| Даника Юркова        | Алина               |
| Люсия Сипосова       | Мирка               |
| Йоханнес Криш        | Рокко               |
| Габриелла Марцинкова | Анна                |
| Мария Флор           | Лаура               |
| Динара Друкарова     | Валентина           |
| Владимир Вдовиченков | Сергей              |
| Мэрианн Жан-Батист   | Фрэн                |
| Мориц Бляйбтрой      | немецкий бизнесмен  |
| Марк Иванир          | босс                |
| Тереза Србова        | европейская девушка |

## Отзывы
Фильм получил отрицательные отзывы кинокритиков. На сайте Rotten Tomatoes у фильма 20 % положительных рецензий из 76. Критический консенсус вебсайта гласит: «Растекаясь по растянутому повествованию без единого фокуса, „Калейдоскоп любви“ продолжает бегать по кругу». На Metacritic — 43 балла из 100 на основе 24 рецензий.